# Anna Jakubowska
Anna Yakubowska (en polonais : Anna Jakubowska, en anglais Anna Jakubowska, née Anna Gasik, le 21 août 1988, à Varsovie, en Pologne) est une joueuse d'échecs polonaise, épouse du grand maître polonais Krzysztof Jakubowski.

## Palmarès dans les compétitions entre jeunes
Anna Jakubowska participe à plusieurs reprises à la finale des championnats de Pologne d'échecs chez les filles. Elle obtient son meilleur résultat en 2002 à Zagan, en devenant vice-championne dans la catégorie des filles de moins de 14 ans.
Elle remporte le championnat championnat d'Europe d'échecs de la jeunesse qui se déroule dans la ville côtière de Herceg Novi, au Montenegro, en 2006, dans la catégorie des filles de moins de 18 ans. En 2007, à Erevan, elle participe au championnat du monde d'échecs junior, parmi les joueuses de moins de 20 ans et termine à la quinzième place.

## Palmarès individuel
En 2008, Anna Jakubowska participe au championnat du monde d'échecs féminin à Naltchik. Elle se qualifie en raison de l'absence de Marie Sebag, bénéficiant de son forfait, puis s'incline au deuxième tour contre l'Arménienne Lilit Mkrtchian.
En 2012, à Katowice, elle termine à la troisième place lors du championnat de Pologne d'échecs des étudiants, chez les femmes. En juillet 2013, elle partage la première place au tournoi international d'échecs féminin de Bornholm. 
En janvier 2015, elle remporte la médaille d'argent au championnat de Pologne d'échecs chez le étudiantes et en août, elle fait partie de l'équipe étudiante polonaise, qui remporte l'épreuve par équipe au championnat du monde d'échecs étudiant féminin.

## Parcours en club
Anna Jakubowska joue pour le Polonia Varsovie et pour le Club de Hambourg.

## Titres internationaux décernés par la FIDE
Anna Jakubowska devient maître FIDE féminin (MFF) en 2006. Quatre ans plus tard, en 2010, elle est maître international féminin (MIF).